# Fred Hollows
Frederick Cossom (Fred) Hollows (9 de abril de 1929 – 10 de febrero, de 1993) fue un oftalmólogo y cirujano neozelandés que se hizo conocer por su trabajo en restaurarle la vista a millares de gente ciega en Australia y otros lugares del mundo. Se ha estimado que más de un millón de personas hoy pueden ver por iniciativas instigadas por Hollows.
Fred Hollows nació en la ciudad de Dunedin, Nueva Zelanda en una familia de clase obrera. Su madre fue Clarice Hollows y su padre, el ferroviario, Joseph Hollows. En su infancia participó en la orquesta de su colegio como trompetista y se unió a diversos clubes colegiales. Se graduó con un bachillerato de la Universidad Victoria de Wellington y luego entró a un seminario con la idea de dedicarse al sacerdocio y a la vida religiosa. Después de un tiempo en el seminario Hollows decide abandonar la institución religiosa y postula y entra al Otago Medical School (Colegio Médico de la Universidad de Otago). Durante el periodo que vivió en Dunedin fue miembro del New Zealand Alpine Club (Club Alpino de Nueva Zelanda) e hizo varios primeros ascensos de montañas en la región del Monte Aspiring de Otago Central.
Durante la Guerra Fría Hollows se une al Partido Comunista de Nueva Zelanda y en la década de 1960 deja la militancia política para viajar al exterior de su país y dedicarse completamente a la profesión de médico y el trabajo académico. A pesar de que Hollows se alejó del Partido Comunista no se alejó de los principios del internacionalismo y los anhelos por la igualdad y justicia social. 
Completa un periodo de trabajo posgraduado en el País de Gales antes de trasladarse a Australia en 1965, donde recibe un puesto de profesor de oftalmología en la University of New South Wales (Universidad de Nueva Gales del Sur) en Sídney, Australia. Desde 1965 y hasta 1992 fue profesor y director principal de la división de oftalmología, supervisando los departamentos de la Universtiy of New South Wales, del Prince of Wales (Hospital Príncipe de Gales) y el Prince Henry Hospital (Hospital Príncipe Henry).
Hollows se casó dos veces: en el 1958 con Mary Skiller que falleció en el 1975 y posteriormente con Gabi O’Sullivan en el 1980.